# Hamptjärnen (Degerfors socken, Västerbotten, 714046-168260)
Hamptjärnen är en sjö i Vindelns kommun i Västerbotten och ingår i Umeälvens huvudavrinningsområde.